# Каутса
Каутса (Kautsa) — древний индийский философ, живший раньше Яски, составителя знаменитого грамматического комментария Нирукта, т. е. до V века до н. э.
Основываясь на разнице между ведийским санскритом и современным ему языком, Каутса утверждал, что веды представляют набор непонятных слов, лишённый всякого значения, а брахманы — ложные истолкования к нему. Яска возражал Каутса и этим сделал его имя известным.